# Boduppal
Boduppal es una ciudad censal situada en el distrito de Medchal Malkajgiri  en el estado de Telangana (India). Su población es de 43692 habitantes (2011). Forma parte del área metropolitana de Hyderabad.

## Demografía
Según el censo de 2011 la población de Boduppal era de 43692 habitantes, de los cuales 22255 eran hombres y 21437 eran mujeres. Boduppal tiene una tasa media de alfabetización del 83,15%, superior a la media estatal del 67,02%: la alfabetización masculina es del 88,48%, y la alfabetización femenina del 77,63%.